# Iva Todorić
Iva Todorić (ur. 24 marca 1993 w Imotski) – chorwacka koszykarka występująca na pozycjach rzucającej lub niskiej skrzydłowej, reprezentantka kraju, od 2019 zawodniczka Ragusy Dubrownik.

## Osiągnięcia
Stan na 1 maja 2024, na podstawie, o ile nie zaznaczono inaczej.

### Drużynowe
- Mistrzyni Chorwacji (2014–2020, 2023)[4][5][6][7][8][9][10][11]
- Wicemistrzyni Ligi Adriatyckiej (2016)
- Zdobywczyni Pucharu Chorwacji (2015–2019, 2023)[5][6][7][8][9][11]

### Indywidualne
(* – oznacza nagrody przyznane przez portal eurobasket.com)
- MVP*:
  - ligi chorwackiej (2023)[11]
  - finałów ligi chorwackiej (2018, 2023)[8][11]
  - Pucharu Chorwacji (2023)
- Najlepsza*:
  - defensywna zawodniczka roku ligi chorwackiej (2017, 2019, 2023)[7][9][11]
  - skrzydłowa ligi chorwackiej (2023)[11]
- Zaliczona do*:
  - I składu:
    - ligi chorwackiej (2019, 2023)[9][11]
    - defensywnego ligi chorwackiej (2017, 2019, 2020, 2023)[7][10][11]
- Liderka w przechwytach ligi chorwackiej (2019 – 3,7)[9]

### Reprezentacja
Seniorska
- Uczestniczka:
  - mistrzostw Europy (2015 – 12. miejsce)[12]
  - kwalifikacji do Eurobasketu (2019)

Młodzieżowe
- Mistrzyni Europy U–18 dywizji B (2011)[13]
- Uczestniczka mistrzostw Europy U–18 dywizji B (2010 – 5. miejsce, 2011)[14]